# Abyssobela atoxica
Abyssobela atoxica là một loài ốc biển, là động vật thân mềm chân bụng sống ở biển trong họ Conidae.

## Phân bố
Đây là một loài sống ở tầng biển sâu, có ở rãnh Izu-Ogasawara, Nhật Bản.